# دير السابق (الخبت)

تعديل مصدري - تعديل

دير السابق هي إحدى قرى عزلة الشعافل السفلى بمديرية الخبت التابعة لمحافظة المحويت، بلغ تعداد سكانها 875 نسمة حسب تعداد اليمن لعام 2004.